# Rete tranviaria di Seattle
La rete tranviaria di Seattle è un tipo di trasporto con rotabili a trazione elettrica la cui prima linea (South Lake Union Streetcar) è 
entrata in funzione nel dicembre del 2007, mentre la seconda linea (First Hill) ha iniziato il servizio nel gennaio del 2016. Prima di questa linea a Seattle fu presente un servizio tramviario dal 1884 al 1941 (trasformato in servizio autobus) e un ulteriore servizio, denominato tranvia Waterfront per il percorso che seguiva, attivo dal 1982 al 2005 (cessato per l'eliminazione del deposito per far posto ad un parco).

## Linea South Lake Union

### Storia
La Seattle Electric Railway and Power Company aveva installato binari per tram sulla Westlake Avenue, lungo la quale la linea attuale inizia il proprio percorso, nel 1890. Nell'aprile del 1941, l'azienda di trasporto pubblico di Seattle convertì le ultime due linee tranviarie rimaste (la 19 Eighth Avenue Northwest e la 21 Phinney Avenue) in linee d'autobus (numerate rispettivamente 28 e 5); entrambe usavano Westlake Avenue per raggiungere Fremont Bridge dal centro cittadino.
La riapertura del servizio tranviario su Westlake Avenue era stato originariamente voluta dal cofondatore della Microsoft, Paul Allen, per aiutare a migliorare la zona di South Lake Union, nella quale la sua azienda, la Vulcan Inc., ha fortemente investito.  Allen aveva un grosso supporto nel sindaco Greg Nickels, ma non aveva grossi appoggi all'interno del consiglio comunale, che era preoccupato per la mancanza di supporto pubblico per la creazione della linea e che si chiedeva se la città non si dovesse muovere verso nuove tipologie di trasporto.
A causa della pesante influenza delle lobby economiche, tra le quali la Vulcan, il consiglio comunale di Seattle approvò lo sviluppo del quartiere in un centro di ricerca biotecnologico e biomedico. Nel progetto era inclusa la verifica di fattibilità di una linea tramviaria di 2.6 km per un costo complessivo di 45 milioni di dollari. La linea venne approvata nel 2005 per un costo pari a 50.5 milioni, di questi 25 milioni pagati dalle aziende beneficiarie della linea e il restante pagato dallo stato e dal comune. La maggioranza dei beneficiari del servizio lungo il percorso sono stati favorevoli al progetto, nonostante gli fosse chiesto un aumento delle tasse per finanziarlo. Solo 12 delle 750 aziende si opposero alla tassa di miglioramento locale. Il progetto è stato sviluppato seguendo quello del tram di Portland, un sistema tranviario moderno simile che è stato inaugurato a Portland nel 2001. I lavori di costruzione sono iniziati nel luglio del 2006.|language=en
I residenti sostengono che durante la costruzione era originariamente conosciuto come il South Lake Union Trolley, che abbrevia a SLUT (in inglese prostituta). Mentre non vi è alcuna prova che questo nome sia mai stato usato come un nome ufficiale, a causa della popolarità della sigla il nome è stato mantenuto anche se non ufficialmente.
Il servizio è stato inaugurato il 12 dicembre 2007 e tutti i passeggeri hanno viaggiato gratuitamente fino alla fine del mese.  I mezzi passano ogni quindici minuti, sette giorni a settimana. I mezzi usati sono tre Inekon 12 Trio in tre sezioni: uno rosso, uno viola ed uno arancione. Ci sono stati pochi incidenti e guasti da quando il servizio è entrato in funzione. Il sistema appartiene alla città di Seattle ma viene gestito dal King County Metro tramite contratto con la stessa città.
Il basso numero di passeggeri è stato inferiore alle più basse aspettative nel primo anno. Obiezioni sono state poste circa il numero di mezzo milione di passeggeri che avrebbe utilizzato il servizio nel 2007, infatti le vetture appaiono spesso vuote e ci sono preoccupazioni circa i ricavi. Nel 2007, i ricavi totali provenienti dalla vendita dei biglietti sono stati $371,594, il costo per singolo biglietto è di 75 centesimi. Il numero di passeggeri e destinato ad aumentare appena la sede di Amazon.com si sarà trasferita nella nuova location.
Nel 2009, durante le elezioni politiche di Seattle entrambi i candidati alle alezioni dichiararono che i tram erano stati una pessima idea. Il presidente del consiglio comunale, Richard Conlin, era l'unica eccezione, e vuole espandere la linea attraverso Fremont fino a Ballard ed utilizzare segnalazioni e priorità migliori per permettere ai tram di spostarsi più velocemente attraverso il traffico.

## Caratteristiche

### Percorso
|  | Unknown route-map component "uKHSTa" |

|  | Urban stop on track |

| Unknown route-map component "uKRW+l" | Unknown route-map component "uKRWgr" |

| Urban stop on track | Unknown route-map component "uSTRg" |

| Urban straight track one-way forward | Urban stop on track |

| Urban stop on track | Unknown route-map component "uSTRg" |

| Urban straight track one-way forward | Urban stop on track |

| Unknown route-map component "uKRWg+l" | Unknown route-map component "uKRWr" |

| Urban stop on track + Unknown route-map component "NULg" |

| Urban stop on track + Unknown route-map component "NULf" |

| Urban stop on track |

| Urban End station + Unknown route-map component "HUBaq" | + Unknown route-map component "HUBlg" |

| Unknown route-map component "CONTgq violet" | Unknown route-map component "hKBHFeq violet" + Unknown route-map component "HUB" |

| Unknown route-map component "utCONTgq" | Unknown route-map component "utKBHFeq" + Unknown route-map component "HUBe" |

| South Lake Union Streetcar                                          |                        |            | |
| Westlake Center (Pacific Place station)                             | Downtown Seattle       | Nord e Sud | Connessione con il Downtown Seattle Transit Tunnel (Autobus e linea ferroviaria leggera), con la monorotaia. Serviti: Westlake Center, Pacific Place. Futura espansione prevista verso il Pike Place Market |
| Westlake (Southbound) & Seventh                                     | Belltown               | Sud        | Serviti: Belltown |
| Westlake (Northbound) & Seventh                                     | Belltown               | Nord       | Serviti: Belltown |
| Westlake & Ninth                                                    | Belltown/Denny Regrade | Sud        | Serviti: Denny Park, centro di Seattle Center, REI Flagship |
| Westlake & Denny                                                    | Belltown/Denny Regrade | Nord       | Serviti: Denny Park, centro di Seattle Center, REI Flagship |
| Westlake & Thomas                                                   | South Lake Union       | Sud        | Serviti: Cascade Playground, Seattle Times, Amazon.com |
| Terry & Thomas                                                      | South Lake Union       | Nord       | Serviti: Cascade Playground, Seattle Times, Amazon.com |
| Westlake & Mercer                                                   | South Lake Union       | Sud        | Serviti: University of Washington, Bill & Melinda Gates Foundation, Amazon.com |
| Terry & Mercer                                                      | South Lake Union       | Nord       | Serviti: University of Washington, Bill & Melinda Gates Foundation, Amazon.com |
| Lake Union Park                                                     | South Lake Union       | Nord e Sud | Serviti: Lake Union Park, Centro per barche di legno, Northwest Seaport. Futura espansione prevista verso Ballard                                                                                           |
| Fairview & Campus Drive (Hutchinson Cancer Research Center station) | Cascade                | Nord e Sud | Serviti: Fred Hutchinson Cancer Research Center, Eastlake. Futura espansione prevista verso l'U-District |
| Fine della linea                                                    |                        |            | |

### Passeggeri
Dopo l'iniziale periodo gratuito nel dicembre del 2007 la città ha previsto 950 passeggeri per giorno, equivalente al 7.5% dell'intera capacità del sistema di 12,600 per giorno. Il giorno del suo primo anniversario la città ha annunziato che 507,000 persone hanno usato i tram, cioè 428,675 dopo il periodo gratuito. Equivale a 1,283 per giorno e il 10.2% della capacità del sistema.
Durante il suo periodo inaugurale dal 12 dicembre al 31 dicembre 2007, i tram erano gratuiti. Il costo del biglietto è stato quindi portato a $1.50, successivamente a $1.75, e nel marzo 2010 a $2.25. Nel periodo in cui i tram erano gratuiti 78,325 persone hanno utilizzato il servizio, ma quando divenne a pagamento il numero dei passeggeri è sceso a 12,369 per la prima metà di gennaio. Altri fattori che possono aver influito sul calo sono che dicembre è periodo di shopping natalizio e il tram era una novità.

## Linea First Hill
La First Hill Streetcar è una linea di 4 km e 10 fermate che collega Pioneer Square e Capitol Hill attraverso il distretto di Chinatown, il distretto di Little Saigon, Yesler Terrace, e First Hill. La First Hill Streetcar è connessa alla rete ferroviaria Amtrak e Sounder (allaKing Street Station) e conness al Link Light Rail (sia alla stazione del distretto di International District/Chinatown che a quella di Capitol Hill). La linea è stata inaugurata nel gennaio del 2016.